# Sieghardt Rupp

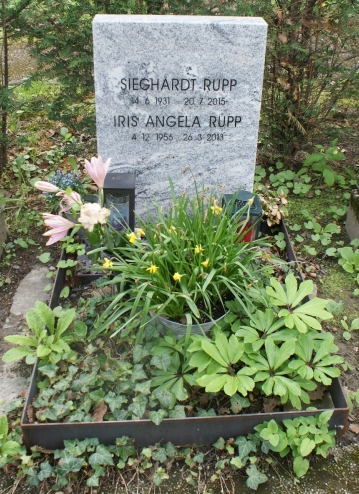
Grabstätte von Sieghardt Rupp und seiner Tochter

Sieghardt Rupp (* 14. Juni 1931 in Bregenz; † 20. Juli 2015 in Wien), der anfangs auch unter dem Pseudonym Tommy Rupp auftrat, war ein österreichischer Schauspieler.

## Leben
Sieghardt Rupp besuchte die Hochschule für Welthandel (heute: Wirtschaftsuniversität Wien), brach die Ausbildung jedoch rasch ab. Der Sohn eines Schuldirektors erhielt danach eine Schauspielausbildung am Max Reinhardt Seminar. 1954 gab er sein Debüt am Stadttheater Klagenfurt. Ab 1956 spielte er am Salzburger Landestheater und 1958 am Landestheater Linz. 1959 gastierte er bei den Bad Hersfelder Festspielen und ab 1959 war er beim Volkstheater Wien beschäftigt.
Zu dieser Zeit erhielt er seine ersten Filmrollen. Aufgrund seiner markigen Stimme und seiner markanten äußeren Erscheinung eignete er sich besonders für die Rolle eines Schurken, den er beispielsweise in zwei Karl-May-Filmen oder dem Italowestern Für eine Handvoll Dollar darstellte. In der französischen Filmkomödie Drei Bruchpiloten in Paris (1966) verkörperte er einen Wehrmachtsoffizier und in dem deutschen Filmdrama Bübchen (1968) einen überforderten Familienvater.
Sieghardt Rupp wurde in den 1970er Jahren durch seine Rolle als Zollfahnder Kressin in der Tatort-Reihe der ARD allgemein bekannt. Er prägte in sieben Folgen als Hauptermittler und mit weiteren Gastauftritten das im deutschen Fernsehen bis dahin unbekannte Bild eines Ermittlers, der sich über den Dienstweg hinwegsetzen und auch im Dienst seinem Privatleben widmen konnte.
Nach seinem Ausstieg aus dem Tatort wandte er sich wieder vornehmlich der Theaterarbeit zu. Bis 1995 agierte er am Theater in der Josefstadt. Er unternahm auch zahlreiche Tourneen.
1995 zog er sich aus dem Theater- und Filmgeschäft zurück. 1997 wurde er für seine Darstellung des Dirigenten Wilhelm Furtwängler in dem Stück Der Fall Furtwängler (Original: Taking Sides) von Ronald Harwood im Rabenhoftheater, bis 2000 Nebenspielstätte des Theaters in der Josefstadt, mit der Kainz-Medaille ausgezeichnet.
Rupp lebte ab den späten 1960er Jahren (zunächst mit seiner Familie) durchgehend in Wien-Pötzleinsdorf, Khevenhüllerstraße 17. Er starb 2015 in einem Wiener Spital. Auf seinen Wunsch hin wurde dies den Medien nicht bekanntgegeben, das Begräbnis fand in aller Stille statt. Öffentlich bekannt wurde sein Tod erst nach mehr als zehn Monaten, als er anlässlich seines 85. Geburtstages geehrt werden sollte. Seine Betreuerin von der Caritas, die in den letzten vier Jahren seines Lebens seine Ansprechperson war, sagte, sie habe versprechen müssen, seinen Tod nicht öffentlich zu machen. Die Caritas wurde von Rupp als Haupterbin eingesetzt.
Sieghardt Rupps Ehe mit Gotlinde („Linde“), einer Schauspielerin, entstammte eine Tochter, Iris(-)Angela Rupp (1956–2013), die den früheren Wohnsitz ihres Vaters, Wien-Mariahilf, Loquaiplatz 3, übernommen hatte.
Die Urne Sieghardt Rupps wurde im engsten Familienkreis und in aller Stille auf dem Neustifter Friedhof (Gruppe U6, Nummer 24) in Wien beigesetzt.

## Filmografie (Auswahl)
- 1959: Mädchen für die Mambo-Bar
- 1960: Wegen Verführung Minderjähriger
- 1960: Am Galgen hängt die Liebe
- 1960: Die Glocke ruft (Glocken läuten überall)
- 1960: Heimweh nach dir, mein grünes Tal (Mein Vaterhaus steht in den Bergen)
- 1961: Der Orgelbauer von St. Marien
- 1961: Der Teufel spielte Balalaika
- 1962: Deutschland – deine Sternchen
- 1962: … und ewig knallen die Räuber
- 1962: Die Försterchristel
- 1962: Der rote Rausch
- 1962: Lulu
- 1962: Mariandls Heimkehr
- 1962: Wilde Wasser
- 1962: Waldrausch
- 1962: Das Feuerschiff
- 1963: Verspätung in Marienborn
- 1963: Ein Alibi zerbricht
- 1963: Der letzte Ritt nach Santa Cruz
- 1964: Für eine Handvoll Dollar (Per un pugno di dollari)
- 1964: Tim Frazer jagt den geheimnisvollen Mister X
- 1964: Unter Geiern
- 1964: Verdammt zur Sünde
- 1965: Sie nannten ihn Gringo
- 1965: Das Geheimnis der drei Dschunken
- 1965: Die Liebesquelle
- 1965: Im Reiche des silbernen Löwen
- 1965: Ich suche einen Mann
- 1966: Drei Bruchpiloten in Paris (La grande vadrouille)
- 1966: Der Weibsteufel
- 1966: Wer kennt Johnny R.? (La balada de Johnny Ringo)
- 1966: Sartana (Mille dollari sul nero)
- 1967: Der Gürtel (TV)
- 1967: Nur kein Cello (TV)
- 1967: Hochspannung (TV)
- 1967: Mittsommernacht
- 1967: Die Pagode zum fünften Schrecken (Five Golden Dragons)
- 1967: Du stirbst um sechs in Tetuan (La lunga sfida)
- 1967: Unbezähmbare Angélique (Indomptable Angélique)
- 1968: Bübchen
- 1968: Zucker für den Mörder (Un killer per sua Maestà)
- 1968: 69 Liebesspiele
- 1968: Immer nur Mordgeschichten (TV)
- 1969: Alle Kätzchen naschen gern
- 1969: Heintje – Ein Herz geht auf Reisen
- 1969: Sieben dreckige Teufel (Sette baschi rossi)
- 1969: Spion unter der Haube (TV)
- 1969: Die tolldreisten Geschichten – nach Honoré de Balzac
- 1971: Heißer Sand
- 1971: Hamburg Transit – Neue Medikamente (TV), 1. Staffel, Folge 8
- 1971–1973: Tatort (7 Folgen der Fernsehreihe als Zolloberinspektor Kressin)
- 1971: Käpt’n Rauhbein aus St. Pauli
- 1972: Novellen aus dem wilden Westen (TV)
- 1972: Der Tod des Ministers (TV)
- 1974: Wer stirbt schon gerne unter Palmen
- 1974: Hallo – Hotel Sacher … Portier! (Fernsehserie, Folge 18 – Besuch aus USA)
- 1979: Steiner – Das Eiserne Kreuz, 2. Teil
- 1981: Der Bockerer
- 1983–1985: Derrick (Fernsehserie, 3 Folgen)
- 1987: Derrick – Nur Ärger mit dem Mann aus Rom (Fernsehserie, 1 Folge)
- 1989: Weiningers Nacht (TV)
- 1989: Peter Strohm – Der Mohr hat seine Schuldigkeit getan (TV-Serie, 1 Folge)
- 1990: SOKO 5113 – Mit letztem Einsatz (TV-Serie, 1 Folge)
- 1990: Tatort: Seven Eleven (Fernsehreihe)
- 1994: Etwas am Herzen (TV)
- 1995: Die spanische Fliege (TV)